# Principles of Optics
Principles of Optics: Electromagnetic Theory of Propagation, Interference and Diffraction of Light, souvent abrégé en Born et Wolf, est un livre d'optique classique écrit par Max Born et Emil Wolf dont la septième édition a été lancée en 1999. Considéré en optique comme un livre fondamental, il est parmi les plus cités dans le domaine des sciences de l'optique et est le premier livre de physique par nombre de citations (36 678 en septembre 2012) selon un classement de 2012 des douze livres de physique les plus cités selon Google Scholar.

## Première édition

### Contexte de rédaction
En 1933 paraît aux éditions allemandes de Springer Verlag le livre Optik écrit par Max Born. Ce livre assez didactique est alors très utilisé durant la guerre ; le U.S. Alien Property Custodian s'en approprie les droits en 1943. Ainsi à partir de 1951, dans le but de mettre à jour cet ouvrage et d'en recouvrer la paternité, Max Born engage Emil Wolf pour l'aider dans la rédaction et la traduction des Principles of optics.
L'optique des années 1950 est alors à son plus bas en matière d'innovation, au bord de la disparition des enseignements supérieurs aux États-Unis. Un an après la parution du livre les lasers sont alors découverts, amenant avec un renouveau du secteur de l'optique scientifique.

### Réception critique
Principles of optics traite de la cohérence de la lumière et de l'holographie de manière assez fouillée, domaine inclus par la volonté de Max Born qui s'intéresse alors à ce champ de recherche couvert par un nombre réduit d'auteurs. C'est Emil Wolf qui participe majoritairement à cette section du livre, qui, après la première Conférence sur la Cohérence en juin 1960, devient la référence en matière le traitement de la lumière des lasers.
Par ailleurs, là où Optik traitait d'optique moléculaire et particulaire, cette grande partie du livre d'origine a été abandonnée dans la première édition du « Born et Wolf », consacré entièrement au traitement des champs de l'optique physique.
Alors qu’Optik est classé parmi les livres éducatifs, Principles of optics par son champ étendu et sa manière très mathématique de traiter l'optique classique, en fait un livre de référence sans être tout à fait didactique : les sujets sont traités de manière exhaustive mais complexe. Principles of optics connaît dès sa parution un succès important, principalement dû à l'aspect mathématique très bien développé et pour la présence de thèmes rarement évoqués dans d'autres livres comme le théorème d'extinction d'Ewald, le traitement des champs polychromatiques réels, la théorie rigoureuse de la diffraction, les interférences et la diffraction de lumière partiellement cohérente, etc.

## Éditions chez Pergamon Press
Les éditions qui ont suivi 1959 ont placé le « Born et Wolf » comme un classique de l'optique non quantique.
À partir des années 1990, la Cambridge University Press a acquis les droits d'édition de l'ouvrage, et a lancé une révision importante du livre afin de mettre à jour la nomenclature mathématique et rendre la présentation plus claire.

## Septième édition
La septième édition du « Born&Wolf » est parue à la Cambridge University Press en 1999 et est la première révision étendue et correction du livre dans son intégralité. Le style du livre demeure le même que dans les précédentes éditions, « magistral et autoritaire ». La complexité du traitement des différents sujets abordés rend le livre difficilement abordable, même comme support pour les premiers cycles universitaires (undergraduate). Le Born et Wolf demeure ainsi un ouvrage essentiellement adressé aux professionnels du secteur, aux chercheurs et aux étudiants de fin de scolarité supérieure.
Des applications de l'imagerie sont traitées de manière inédite dans cette édition comme la tomodensitométrie ou la tomographie. Parmi les nouveaux chapitres l'un d'eux traite de la diffusion par les milieux inhomogènes,. Le chapitre sur la théorie de la diffraction a été complété par des ajouts sur les intégrales de Rayleigh-Sommerfeld, celui sur les phénomènes en lumière partiellement cohérente a été complété par l'étude des interférences en lumière en large bande spectrale à l'aide du degré de cohérence spectral.
Les critiques ont été très positives sur cette nouvelle édition, notamment pour sa présentation plus claire et son prix abordable et similaire aux prix d'autres livres scolaires de niveau graduate. Un professeur à l'université du Manitoba regrette toutefois son manque d'exemples et de problèmes résolus.

## Contenu
| N° | Titre du chapitre (anglais)                                | Traduction du titre                                             |
| -- | ---------------------------------------------------------- | --------------------------------------------------------------- |
| 1  | Basic properties of the electromagnetic field              | Propriétés basiques du champ électromagnétique                  |
| 2  | Electromagnetic potentials and polarization                | Potentiels électromagnétiques et polarisation                   |
| 3  | Foundations of geometrical optics                          | Fondements de l'optique géométrique                             |
| 4  | Geometrical theory of optical imaging                      | Théorie géométrique de l'imagerie optique                       |
| 5  | Geometrical theory of aberrations                          | Théorie géométrique des aberrations                             |
| 6  | Image-forming instruments                                  | Instruments imageurs                                            |
| 7  | Elements of the theory of interference and interferometers | Éléments de al théorie des interférences et interféromètres     |
| 8  | Elements of the theory of diffraction                      | Éléments de la théorie de la diffraction                        |
| 9  | The diffraction theory of aberrations                      | Théorie diffractive des aberrations                             |
| 10 | Interference and diffraction with partially coherent light | Interférences et diffraction en lumière partiellement cohérente |
| 11 | Rigorous diffraction theory                                | Théorie rigoureuse de la diffraction                            |
| 12 | Diffraction of light by ultrasonic waves                   | Diffraction de la lumière par des ondes ultrasoniques           |
| 13 | Optics of metals                                           | Optique des métaux                                              |
| 14 | Optics of crystals                                         | Optique des cristaux                                            |

Le préambule du livre consiste en une introduction historique de l'optique physique, suivie de l'établissement des principales propriétés de la lumière en partant des équations de Maxwell. Une partie sur l'optique géométrique, circonscrite par le cas des petites longueurs d'onde, est présentée au travers des méthodes de Hamilton. La théorie des aberrations est effectuée dans le cadre de la déformation des fronts d'onde. Le chapitre sur les instruments d'imagerie principaux a été co-rédigé avec P. A. Waynmann, celui sur l'interférométrie et la théorie des interférences co-rédigé avec l'assistance de W. L. Wilcock. Le chapitre sur la théorie de la diffraction a reçu la contribution de P. C. Clemmow et celui sur la diffraction par les ultrasons, celle de A. B. Bhatia. Les deux derniers chapitres sont des traductions révisées d’Optik, dont le contenu avait été rédigé par A. M. Taylor et A. R. Stokes. La fin du livre est consacrée à plusieurs appendices de calcul mathématique complets et qui participent au succès du livre.